# غلالة وعائية (عدسة)
الغلالة الوعائية للعدسة (بالإنجليزية: Tunica vasculosa lentis)‏ هي شبكة كيثفة من الشعيرات الدموية تنتشر على السطحين الخلفي والجانبي لعدسة العين.
تختفي الغلالة الوعائية بعد فترة قصيرة من الولادة.